# Geminospiroides
Geminospiroides es un género de foraminífero bentónico considerado un sinónimo posterior de Geminospira de la subfamilia Alliatininae, de la familia Robertinidae, de la superfamilia Robertinoidea, del suborden Robertinina y del orden Robertinida. Su especie tipo era Geminospiroides bubnanensis. Su rango cronoestratigráfico abarcaba el Holoceno.

## Clasificación
Geminospiroides incluye a las siguientes especies:
- Geminospiroides bubnanensis
- Geminospiroides irregularis